# Juan Soriano
|  | Aquest article tracta sobre l'artista mexicà. Si cerqueu el futbolista sevillà, vegeu «Juan Soriano Oropesa». |

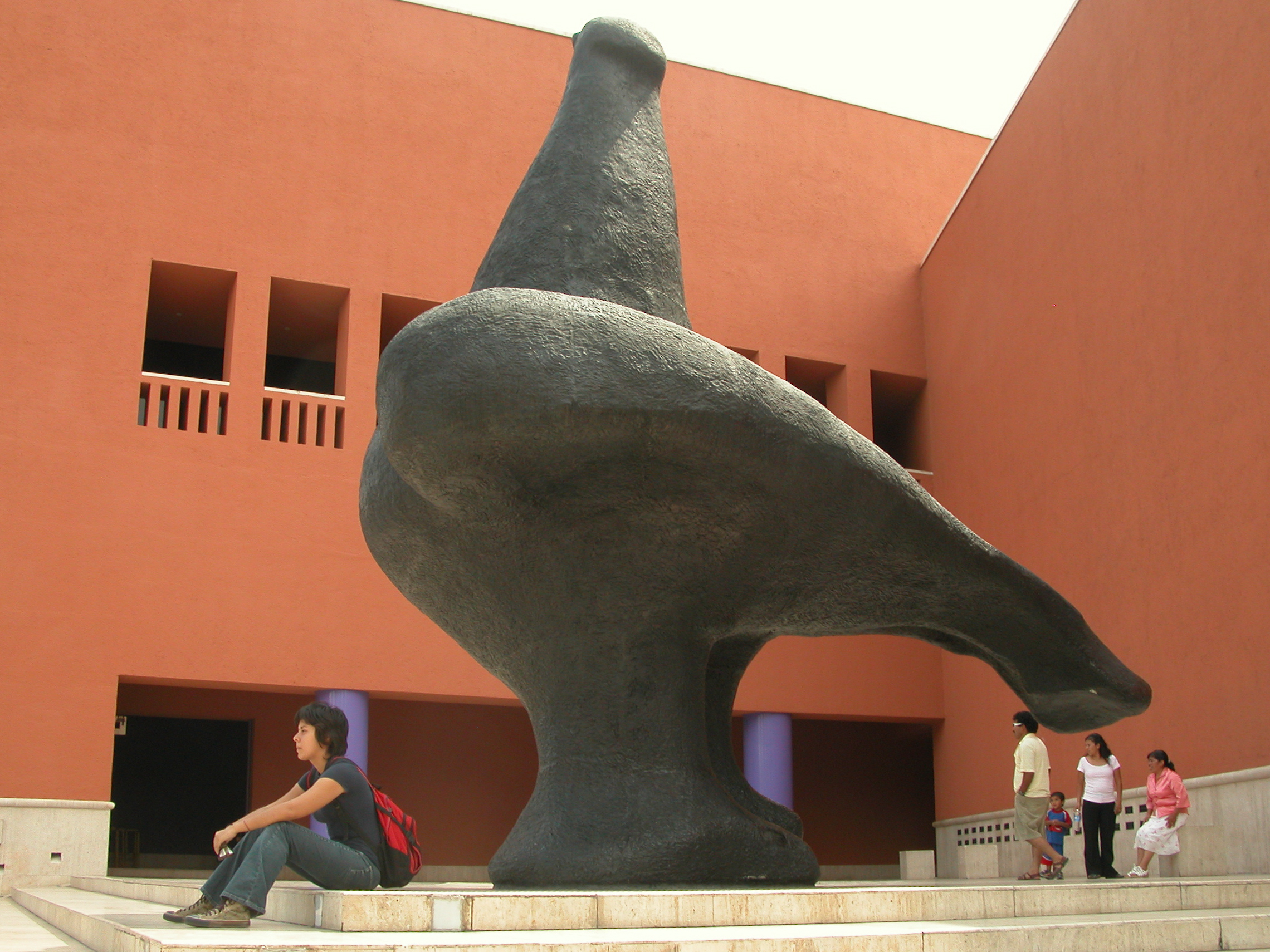
La Paloma a Monterrey

Juan Francisco Rodríguez Montoya, conegut com a Juan Soriano o Soriano (Guadalajara, Mèxic, 18 d'agost de 1920 - Ciutat de Mèxic 10 de febrer de 2006) va ser un artista mexicà, conegut per les seves pintures, escultures i muntatges teatrals. Des del 1935 va estudiar a Ciutat de Mèxic on va treballar d'escenògraf i professor de pintura i escultura, amb una forta influència d'Octavio Paz. Des dels anys 40 va començar exposar al seu país i posteriorment als Estats Units. A partir dels anys 50 va viure a Roma i a París on va fer diverses exposicions. Des de 1989 va fer diverses escultures monumentals per a museus i exposicions. La seva ha estat classificada en diversos estils i destaca per un estil deliberadament arcaic i una temàtica dominada per l'erotisme i la ironia.

## Biografia
Amb només 14 anys va participar en la seva primera exposició col·lectiva, l'èxit de la qual el va impulsar a traslladar-se a Ciutat de Mèxic on va iniciar els estudis d'arts plàstiques. Entre els seus mestres destaquen Emilio Caero o Santos Balmori, que el van impulsar a integrar-se a la Lliga d'Escriptors i Artistes Revolucionaris (LEAR), permetent-li ampliar els seus horitzons culturals i plàstics. Entre les seves amistats d'aquesta època destaquen Alfonso Reyes, Juan Rulfo, Dolores del Río, María Félix, Octavio Paz, Rufino Tamayo, Guadalupe Marín, Xavier Villaurrutia, Elena Garro, Lola Álvarez Bravo, María Asúnsolo, Leonora Carrington, Carlos Pellicer, María Zambrano, Ignacio Retes, Salvador Novo, Frida Kahlo o Carlos Mérida. A principis de la dècada de 1950 va viatjar a Europa per primer cop, i va viure a Itàlia i París.
Juntament amb intel·lectuals com Octavio Paz, Juan José Arreola, Héctor Mendoza, Juan José Gurrola o Leonora Carrington va formar el grup "Poesía en Voz Alta".
La seva obra es distingeix per haver desenvolupat un estil propi, basat en el lirisme i una recerca constant, derivada de la inquieta personalitat del creador. Va experimentar amb diversos materials, gèneres i estils; amb incursions fins i tot en l'abstracció i la creació de vestuaris i escenografies per al teatre.
En reconeixement de la seva trajectòria, va rebre diversos premis com el Premi Nacional de Ciències i Arts en l'àrea de Belles Arts del Govern de Mèxic (1987), i la Medalla d'Or al Palau de Belles Arts, la Condecoració de la Legió d' Honor, en Grau d'Oficial de França, la Menció Honorífica al Festival Internacional de Pintura de Cagnes-sur-Mer a França, l'Orde al Mèrit de la República de Polònia o el Premi Velázquez d'Arts Plàstiques d'Espanya. Va ser doctor honoris causa per la Universitat de Colima.
Va morir el 10 de febrer de 2006 a Ciutat de Mèxic.

## Obres
Va crear entre d'altres de María Asúnsolo en Rosa i Apolo y las musas. També es va interessar per l'escultura monumental, entre elles Pato, Pájaro Dos Caras, i Pájaro Con Semillas. En l'escultura pública ha creat Paloma (Museu d'Art Contemporani de Monterrey, Mèxic), Ola (World Trade Center de Guadalajara), Luna (Auditori Nacional de Ciutat de Mèxic) i Sirena (Plaza Loreto, Ciutat de Mèxic).